# Stazione di Ganna-Bedero
La stazione di Ganna-Bedero era una fermata posta lungo la ferrovia della Valganna. Serviva il centro abitato di Ganna e Bedero, frazioni del comune di Valganna, in provincia di Varese.

## Storia
Il 15 giugno 1903 fu inaugurata la ferrovia della Valganna a cura della Società Anonima Varesina che serviva il medesimo impianto varesino, per l'occasione debitamente trasformato in stazione di diramazione. L'anno successivo la gestione della linea e dei relativi impianti passò alla Società Varesina per Imprese Elettriche (SVIE).
Dopo la seconda guerra mondiale il calo del traffico dovuto alla diffusione dell'autotrasporto e un orientamento politico allora non favorevole al trasporto su ferro condussero alla chiusura di entrambi gli impianti, avvenuta il 25 agosto 1953.